# Samalkot
Sāmalkot est une ville en Inde située dans le district du Godavari oriental, dans l'État de l'Andhra Pradesh, dans la partie sud-est du pays, à 1 400 km au sud de la capitale New Delhi.

## Géographie
Sāmalkot est située à 19 mètres d'altitude.

## Population
Sāmalkot compte 56 864 habitants.

## Transports
Le train Dibrugarh-Kânyâkumârî Vivek Express qui relie Dibrugarh, dans l'Assam, à Kânyâkumârî, au Tamil Nadu, fait un arrêt dans la ville.